# San Marino RTV (kênh truyền hình)
San Marino RTV là kênh truyền hình miễn phí của San Marino được quản lý bởi dịch vụ phát sóng công cộng Radiotelevisione della Repubblica di San Marino (SMRTV). Đây là kênh truyền hình quan trọng nhất của công ty, được biết đến vì phát sóng các bản tin thời sự và chương trình giải trí do công ty tự sản xuất.
Kênh được lên sóng vào ngày 28 tháng 2 năm 1994 và được gọi dưới tên "SMtv San Marino" từ năm 2011 đến 2013.

## Chương trình
Kênh chủ yếu phát sóng các chương trình giải trí do công ty tự sản xuất. San Marino RTV là thành viên của Liên hiệp Phát sóng châu Âu (nhà sáng lập của cuộc thi Eurovision Song Contest) và tập đoàn truyền hình Ý K2. Kênh cũng cung cấp một dịch vụ teletext mang tên San Marino Video.

### Eurovision
San Marino RTV chịu trách nhiệm về sự tham gia của San Marino tại Eurovision Song Contest. Quốc gia này tham gia cuộc thi lần đầu tiên vào năm 2008 với Miodio và đứng ở vị trí cuối cùng tại vòng bán kết 1. Sau RAI, SMRTV cũng đã thông báo về sự trở lại của mình tại Eurovision Song Contest 2011. San Marino vào chung kết năm 2014 với bài hát "Maybe" bởi Valentina Monetta, năm 2019 với bài hát "Say Na Na Na" bởi Serhat và năm 2021 với "Adrenalina" của Senhit (kết hợp với Flo Rida). Năm 2022, kênh đã xác nhận rằng việc tham gia Eurovision 2023 sẽ lại được xác định thông qua Una Voce per San Marino với vòng chung kết được diễn ra tại Teatro Nuovo ở Dogana. Vào tháng 8 năm 2023, kênh xác nhận rằng trận chung kết tương tự cũng sẽ được sử dụng cho năm 2024.